# Mytilus unguiculatus
Vẹm Triều Tiên hay còn gọi là vẹm vỏ cứng (Danh pháp khoa học: Mytilus unguiculatus) là một loài trai vẹm sinh sống ở vùng biển thuộc nhóm nhuyễn thể hai mảnh vỏ trong họ Mytilidae. Đây là một loài trai vẹm có giá trị kinh tế lớn và được khai thác nhiều trong ngành hải sản của Hàn Quốc và Trung Quốc. Loài vẹm này có tập tính sinh sống ở những vùng bờ biển bán nhiệt đới phía Tây của vùng Thái Bình Dương và được tìm thấy từ vùng biển Hoàng Hải cho đến vùng biển Nhật Bản và xa hơn nữa lên vùng phía Bắc cho đến vịnh Peter Đại đế Loài này có thói quen chung thường sống một phần ở những vùng nước Loài M. coruscus cũng được tìm thấy ở những vùng biển gần đảo Vancouver bắt đầu từ trận động đất năm 2011 ở Nhật Bản.